# 圣母忠仆会

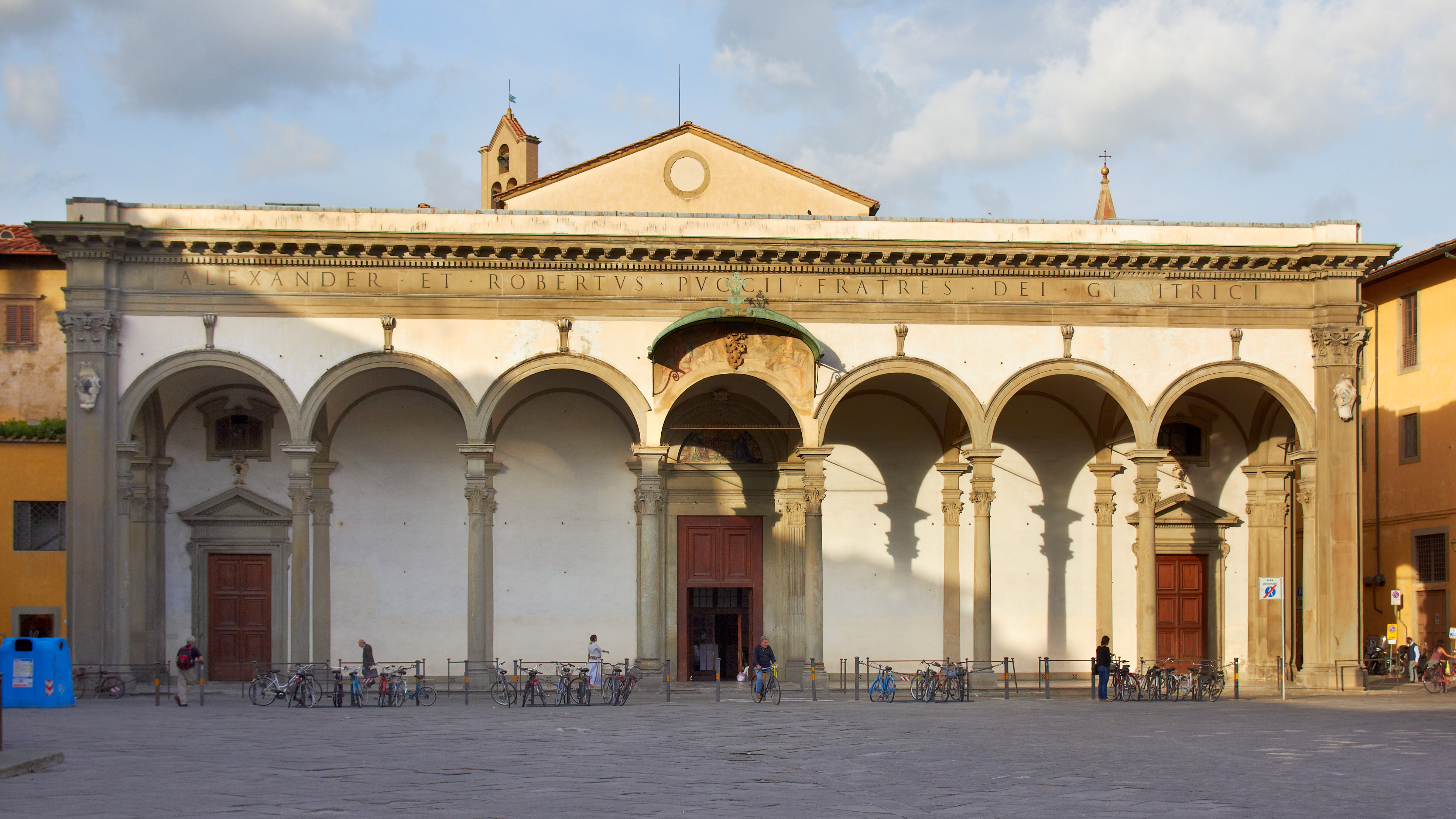
總會在佛羅倫斯聖母領報大殿

聖母忠僕會（Servite Order）是天主教最初的5个托钵修会（mendicant order）之一。其宗旨是圣化成员、传播福音，特别恭敬七苦圣母。圣母忠仆会的神父使用“O.S.M.”为名衔缩写。

## 历史
佛罗伦萨城的7位年轻人彭弗禄（Bonfilius）、彭纳群（Bonajuncta）、亚玛达（Amadeus）、赫格（Hugh）、玛纳德（Manettus）、沙斯德（Sosteneus）、亚力西（Alexius）；创立了圣母忠仆会：他们属于该市的7个贵族家庭，此前成立了一个平信徒团体，称为Laudesi，或祷告圣母者。他们被称为七位会祖。在1233年的圣母升天瞻礼，圣母瑪利亞向他们显现，嘱他们从世界退隐，专心祈祷修道。他们住在佛罗伦萨的郊区La Camarzia的修女院附近。后来又迁居佛罗伦萨以北11英里的Senario山，投入更加严格的苦修。圣母再次向他们显现，赠给一件黑色会衣，要求他们遵守圣奥斯定会会规，1240年4月15日正式命名为圣母忠仆会。他们发顺从、贞洁和贫穷三誓愿。
1243年，维罗纳的圣伯多禄，意大利的Inquisitor-General，向教宗推荐这个新组织，但是直到1249年3月13日，该会才得到教宗驻托斯卡纳特使Raniero Capocci枢机主教的正式承认。这时彭弗禄获准在佛罗伦萨城墙外的Cafaggio建立第一座分院。2年后（1251年10月2日）教宗英诺森四世任命Guglielmo Fieschi 枢机主教担任该会第一位Protector。
下一任教宗历山四世，赞成一项将所有遵守圣奥斯定会会规的组织进行合并的计划。这一计划在1256年3月实施，大约在同时颁布敕令，批准圣母忠仆会可以单独选举自己的会长。4年后，该会分为2个省：托斯卡纳和翁布里亚，玛纳德负责前者，而沙斯德照料后者。5年内又成立了2个新会省：罗马纳和伦巴第。

这个新组织最显著的特征是快速增长。13世纪，在德国、法国和西班牙已经有会院。到14世纪，该会有超过100座修院，分布在匈牙利、波西米亚、奥地利、波兰和比利时，还到克里特和印度传教。
宗教改革时期的动荡使圣母忠仆会失去在德国的许多修院，但是在法国南部，该会取得了更大的成功。Santa Maria in Via修院（1563）是该会在罗马建立的第二座会院；此前已经成立了San Marcello（1369年）。18世纪初，该会持续受到损失，此后未能恢复。繁荣的纳博讷省几乎完全被1720年席卷马赛的黑死病所摧毁。1783年，圣母忠仆会被逐出布拉格，1785年，皇帝约瑟夫二世将Maria Waldrast改为世俗用途。1835年，西班牙的10座修道院遭到查禁。1891年，在布鲁塞尔新建会院，St. Alexis学院于1895年开设于罗马。
这一时期，主要通过Fathers Bosio 和Morini神父的努力，该会被引进英国和美国。后者前往伦敦 (1864)
到1910年，该会共计有700名会士，62座修道院，其中36座在意大利，17座在奥匈帝国，4座在英格兰, 4座在北美洲, 1座在比利时的布鲁塞尔。
修会的斋戒期有：将临期、四旬期等。
修会所有职务均为选举产生，任期3年，只有会长和副会长任期6年。
圣母忠仆会被封圣的圣人有：聖斐理·貝尼諦（St. Philip Benizi，慶日是8月23日）、聖貝肋格靈（St. Peregrine Latiosi，4月30日）、聖茱麗雅（St. Juliana Falconieri，6月19日）。圣母忠仆会七位会祖封圣于1888年，他們的慶日是2月17日。

## 附属机构
除了第一会（男修会）之外，尚有第二会（女修会），分布在西班牙、意大利、英格兰、提罗尔和德国。第三会分布在意大利、法国、西班牙、英格兰和加拿大，以及美国的苏城和Belville教区。